# ويليام أرشيبالد دونينغ
ويليام أرشيبالد دونينغ (بالإنجليزية: William Archibald Dunning)‏ هو أستاذ جامعي ومؤرخ أمريكي، ولد في 12 مايو 1857 في بلينفيلد في الولايات المتحدة، وتوفي في 15 أغسطس 1922.